# 田中勝 (環境学者)
田中 勝（たなか まさる、1941年11月6日 - ）は、日本の環境学者。公立鳥取環境大学客員教授、岡山大学名誉教授。通称は『ごみ博士』。専門の研究は廃棄物工学。

## 概要
岡山県浅口市(旧金光町)出身。浅口市立金光小学校、金光学園中学校・高等学校に進学。高校時代は新聞部に所属していた。後に京都大学工学部衛生工学科(現:地球工学科環境工学コース)に進学、京大時代には衛生工学を学んでいたが、同じく京大工学部の大学院は1年で中退し、単身渡米。中退後はノースウェスタン大学大学院環境衛生工学科に進学。1964年に京都大学卒業。卒業後はアメリカのウェインステイト大学で助教授の仕事をしていた。
1976年から2000年にかけては、国立公衆衛生院の廃棄物工学部長を務め、その後、岡山大学の教授として8年間務めた。2007年岡山大学発のベンチャー企業として立ち上げた株式会社廃棄物工学研究所の所長。2008年から公立鳥取環境大学サステイナビリティ研究所長、2012年より公益財団法人廃棄物・3R研究財団理事長。
環境省の中央環境審議会、廃棄物・リサイクル部会長、廃棄物学会（現 廃棄物資源循環学会）会長を歴任、現在、東京都廃棄物審議会長、有害・医療廃棄物研究会会長。著書に「ごみハンドブック」（丸善、2008年）、「ごみは宝の山」（環境新聞、2015年）など多数。